# Gaswasser
Gaswassers of scrubbers worden voornamelijk bij industriële processen gebruikt om lucht of gas te ontdoen van bepaalde stoffen. 
Bij een gaswasser wordt gebruikgemaakt van absorptie. Het doel van een gaswasser is het neutraliseren van een of meerdere verontreinigende stoffen in een (industriële) lucht- of afgasstroom.
De werking berust op het in contact brengen van de afvalstroom met een vloeistof (scrubbervloeistof). Meestal is de scrubbervloeistof water. De scrubbervloeistof neemt een deel van de (schadelijke) gasstroom op door absorptie of door chemische reactie. Zo kan voor neutralisatie van zure componenten zoals zoutzuur of zwaveldioxide aan het water een basisch reagens toegevoegd worden zoals kalkmelk of natriumhydroxide. Men spreekt dan van een basische waskolom.
Om basische componenten zoals ammoniak te neutraliseren, wordt soms een zuur zoals zwavelzuur aan de scrubbervloeistof toegevoegd. Men spreekt dan van een zure waskolom.
Om organische componenten wordt soms een organisch oplosmiddel gebruikt als scrubbervloeistof.
Dikwijls bevat de waskolom nog een pakking om het contactoppervlak te vergroten.
Gaswassers worden bijvoorbeeld gebruikt bij de CA-bewaring van appels in gascellen. Een te hoog koolzuurgehalte wordt bijvoorbeeld weggewassen met actieve kool en vroeger met natronloog (NaOH + CO2 → NaHCO3).

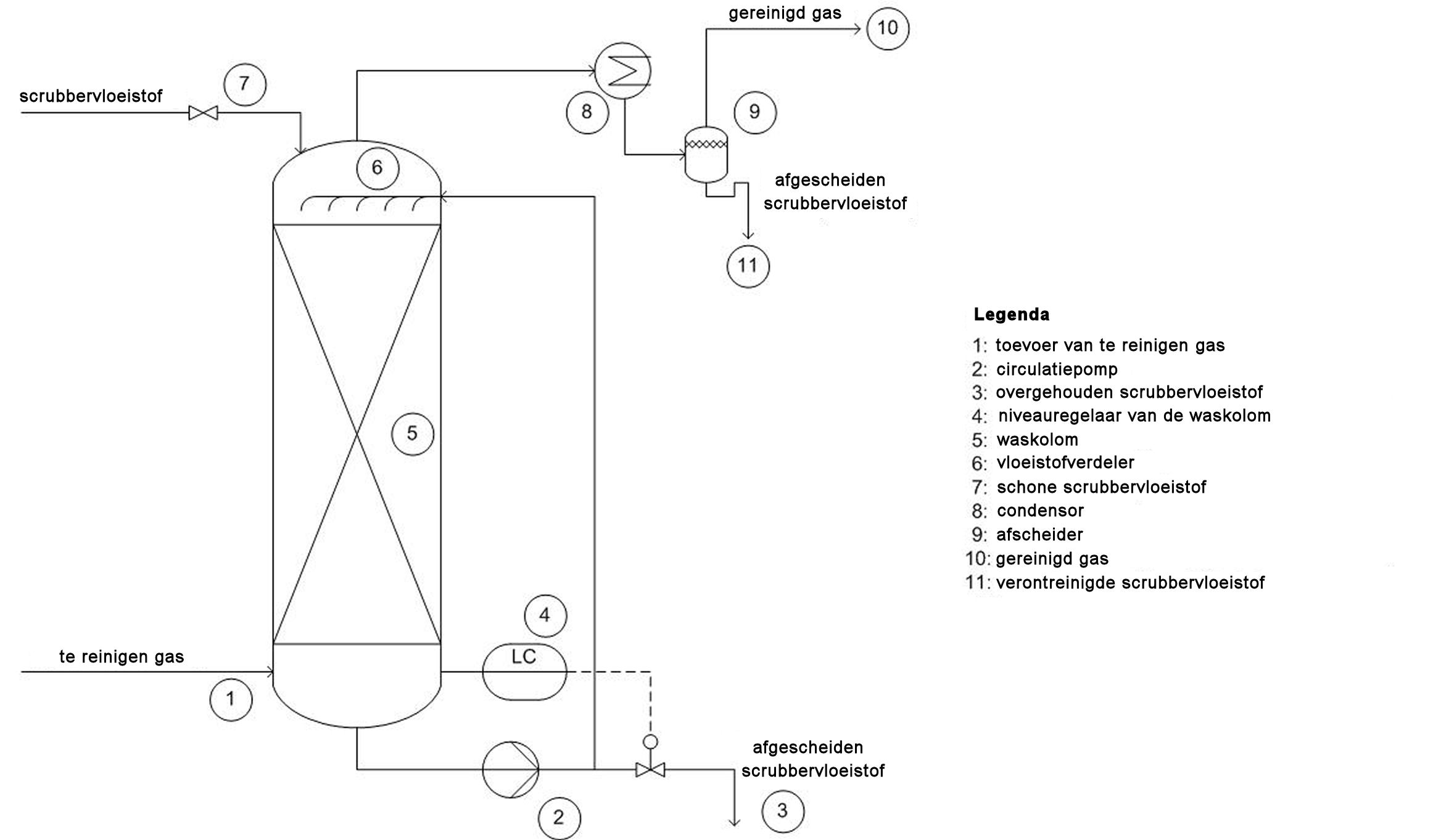
Processchema